# Parchi nazionali della Colombia
I parchi nazionali della Colombia sono 59 e coprono un'area di 14.268.224 Ha, fanno parte di un sistema nazionale di aree protette (SINAP) che comprende una varietà di forme di protezione dell'ambiente:
| Denominazione                                                           | Dipartimenti                    | Area (ha) | Anno | Localizzazione                                                      | Immagine |
| ----------------------------------------------------------------------- | ------------------------------- | --------- | ---- | ------------------------------------------------------------------- | -------- |
| Parco nazionale naturale della Grotta dei Guácharos                     | Huila                           | 9.000     | 1960 | Mappa di localizzazione: Colombia · Parchi nazionali della Colombia |          |
| Parco nazionale naturale Sierra Nevada de Santa Marta                   | Magdalena La Guajira Cesar      | 383.000   | 1964 | Mappa di localizzazione: Colombia · Parchi nazionali della Colombia |          |
| Parco nazionale naturale Tayrona                                        | Magdalena                       | 15.000    | 1964 | Mappa di localizzazione: Colombia · Parchi nazionali della Colombia |          |
| Parco nazionale naturale dei Faraglioni di Cali                         | Valle del Cauca                 | 150.000   | 1968 | Mappa di localizzazione: Colombia · Parchi nazionali della Colombia |          |
| Parco nazionale naturale Puracé                                         | Cauca Huila                     | 83.000    | 1968 | Mappa di localizzazione: Colombia · Parchi nazionali della Colombia |          |
| Strada parco dell'Isola di Salamanca                                    | Magdalena                       | 56.200    | 1964 | Mappa di localizzazione: Colombia · Parchi nazionali della Colombia |          |
| Parco nazionale naturale El Tuparro                                     | Vichada                         | 548.000   | 1970 | Mappa di localizzazione: Colombia · Parchi nazionali della Colombia |          |
| Parco nazionale naturale Sierra de La Macarena                          | Meta Guaviare                   | 620.000   | 1971 | Mappa di localizzazione: Colombia · Parchi nazionali della Colombia |          |
| Parco nazionale naturale Las Orquídeas                                  | Antioquia                       | 32.000    | 1973 | Mappa di localizzazione: Colombia · Parchi nazionali della Colombia |          |
| Parco nazionale naturale Los Katios                                     | Chocó Antioquia                 | 72.000    | 1973 | Mappa di localizzazione: Colombia · Parchi nazionali della Colombia |          |
| Parco nazionale naturale Los Nevados                                    | Risaralda Tolima Caldas Quindío | 38.000    | 1973 | Mappa di localizzazione: Colombia · Parchi nazionali della Colombia |          |
| Parco nazionale naturale Amacayacu                                      | Amazonas                        | 293.500   | 1975 | Mappa di localizzazione: Colombia · Parchi nazionali della Colombia |          |
| Parco nazionale naturale Las Hermosas                                   | Tolima Valle del Cauca          | 125.000   | 1977 | Mappa di localizzazione: Colombia · Parchi nazionali della Colombia |          |
| Parco nazionale naturale Nevado del Huila                               | Huila Tolima Cauca              | 158.000   | 1977 | Mappa di localizzazione: Colombia · Parchi nazionali della Colombia |          |
| Parco nazionale naturale Cordillera de los Picachos                     | Meta Caquetá Huila              | 444.740   | 1977 | Mappa di localizzazione: Colombia · Parchi nazionali della Colombia |          |
| Parco nazionale naturale Chingaza                                       | Cundinamarca Meta               | 76.600    | 1977 | Mappa di localizzazione: Colombia · Parchi nazionali della Colombia |          |
| Parco nazionale naturale Sumapaz                                        | Meta Cundinamarca Huila         | 154.000   | 1977 | Mappa di localizzazione: Colombia · Parchi nazionali della Colombia |          |
| Parco nazionale naturale El Cocuy                                       | Arauca Boyacá                   | 306.000   | 1977 | Mappa di localizzazione: Colombia · Parchi nazionali della Colombia |          |
| Parco nazionale naturale Pisba                                          | Boyacá                          | 45.000    | 1977 | Mappa di localizzazione: Colombia · Parchi nazionali della Colombia |          |
| Parco nazionale naturale Tamá                                           | Norte de Santander              | 15.000    | 1977 | Mappa di localizzazione: Colombia · Parchi nazionali della Colombia |          |
| Santuario di fauna e flora Iguaque                                      | Boyacá                          | 6.750     | 1977 | Mappa di localizzazione: Colombia · Parchi nazionali della Colombia |          |
| Parco nazionale naturale delle Isole Corales del Rosario e San Bernardo | Bolívar Sucre                   | 120.000   | 1977 | Mappa di localizzazione: Colombia · Parchi nazionali della Colombia |          |
| Santuario de fauna y flora Ciénaga Grande de Santa Marta                | Magdalena                       | 26.810    | 1977 | Mappa di localizzazione: Colombia · Parchi nazionali della Colombia |          |
| Parco nazionale naturale Sanquianga                                     | Nariño                          | 80.000    | 1977 | Mappa di localizzazione: Colombia · Parchi nazionali della Colombia |          |
| Parco nazionale naturale Macuira                                        | La Guajira                      | 25.000    | 1977 | Mappa di localizzazione: Colombia · Parchi nazionali della Colombia |          |
| Parco nazionale naturale Paramillo                                      | Córdoba Antioquia               | 460.000   | 1977 | Mappa di localizzazione: Colombia · Parchi nazionali della Colombia |          |
| Parco nazionale naturale Munchique                                      | Cauca                           | 44.000    | 1977 | Mappa di localizzazione: Colombia · Parchi nazionali della Colombia |          |
| Santuario di fauna e flora Los Colorados                                | Bolívar                         | 1.000     | 1977 | Mappa di localizzazione: Colombia · Parchi nazionali della Colombia |          |
| Santuario di fauna e flora Isola della Corota                           | Nariño                          | 16        | 1977 | Mappa di localizzazione: Colombia · Parchi nazionali della Colombia |          |
| Santuario di fauna e flora los Flamencos                                | La Guajira                      | 7.682     | 1977 | Mappa di localizzazione: Colombia · Parchi nazionali della Colombia |          |
| Parco nazionale naturale dell'isola Gorgona                             | Cauca                           | 61.687    | 1983 | Mappa di localizzazione: Colombia · Parchi nazionali della Colombia |          |
| Parco nazionale naturale La Paya                                        | Putumayo                        | 422.000   | 1984 | Mappa di localizzazione: Colombia · Parchi nazionali della Colombia |          |
| Santuario di fauna e flora Galeras                                      | Nariño                          | 7.615     | 1985 | Mappa di localizzazione: Colombia · Parchi nazionali della Colombia |          |
| Parco nazionale naturale Cahuinarí                                      | Amazonas                        | 575.000   | 1986 | Mappa di localizzazione: Colombia · Parchi nazionali della Colombia |          |
| Parco nazionale naturale Ensenada de Utría                              | Chocó                           | 54.300    | 1987 | Mappa di localizzazione: Colombia · Parchi nazionali della Colombia |          |
| Parco nazionale naturale Tatamá                                         | Chocó Risaralda Valle del Cauca | 51.900    | 1987 | Mappa di localizzazione: Colombia · Parchi nazionali della Colombia |          |
| Area naturale unica Los Estoraques                                      | Norte de Santander              | 640       | 1988 | Mappa di localizzazione: Colombia · Parchi nazionali della Colombia |          |
| Parco nazionale naturale Sierra de Chiribiquete                         | Caquetá Guaviare                | 2.782.353 | 1989 | Mappa di localizzazione: Colombia · Parchi nazionali della Colombia |          |
| Riserva nazionale naturale Nukak                                        | Guaviare Vaupés                 | 855.000   | 1989 | Mappa di localizzazione: Colombia · Parchi nazionali della Colombia |          |
| Riserva nazionale naturale Puinawai                                     | Guainía                         | 1.092.500 | 1989 | Mappa di localizzazione: Colombia · Parchi nazionali della Colombia |          |
| Parco nazionale naturale Tinigua                                        | Meta                            | 201.875   | 1989 | Mappa di localizzazione: Colombia · Parchi nazionali della Colombia |          |
| Parco nazionale naturale Catatumbo Barí                                 | Norte de Santander              | 158.125   | 1989 | Mappa di localizzazione: Colombia · Parchi nazionali della Colombia |          |
| Santuario di fauna e flora Guanentá Alto Río Fonce                      | Boyacá Risaralda                | 10.429    | 1993 | Mappa di localizzazione: Colombia · Parchi nazionali della Colombia |          |
| Parco nazionale naturale Laguna Old Providence McBean                   | San Andrés e Providencia        | 995       | 1995 | Mappa di localizzazione: Colombia · Parchi nazionali della Colombia |          |
| Santuario di fauna e flora Malpelo                                      | Valle del Cauca                 | 120       | 1995 | Mappa di localizzazione: Colombia · Parchi nazionali della Colombia |          |
| Santuario di fauna e flora Otún Quimbaya                                | Risaralda                       | 489       | 1996 | Mappa di localizzazione: Colombia · Parchi nazionali della Colombia |          |
| Parco nazionale naturale Río Puré                                       | Amazonas                        | 999.880   | 2002 | Mappa di localizzazione: Colombia · Parchi nazionali della Colombia |          |
| Parco nazionale naturale Alto Fragua Indi-Wasi                          | Caquetá                         | 68.000    | 2002 | Mappa di localizzazione: Colombia · Parchi nazionali della Colombia |          |
| Santuario di fauna e flora El Corchal El mono Hernández                 | Sucre Bolívar                   | 3.850     | 2002 | Mappa di localizzazione: Colombia · Parchi nazionali della Colombia |          |
| Parco nazionale naturale della Foresta di Florencia                     | Caldas                          | 10.019    | 2005 | Mappa di localizzazione: Colombia · Parchi nazionali della Colombia |          |
| Parco nazionale naturale Serranía de los Yariguíes                      | Risaralda                       | 78.837    | 2005 | Mappa di localizzazione: Colombia · Parchi nazionali della Colombia |          |
| Parco nazionale naturale del complesso volcanico Doña Juana-Cascabel    | Cauca Nariño                    | 65.858    | 2007 | Mappa di localizzazione: Colombia · Parchi nazionali della Colombia |          |
| Parco nazionale naturale Serranía de los Churumbelos Auka-Wasi          | Cauca Caquetá Putumayo Huila    | 97.189    | 2007 | Mappa di localizzazione: Colombia · Parchi nazionali della Colombia |          |
| Santuario di fauna e flora di piante medicinali Orito Ingi-Andé         | Nariño Putumayo                 | 10.204    | 2008 | Mappa di localizzazione: Colombia · Parchi nazionali della Colombia |          |
| Parco nazionale naturale Yaigojé Apaporis                               | Vaupés Amazonas                 | 1.060.603 | 2009 | Mappa di localizzazione: Colombia · Parchi nazionali della Colombia |          |
| Parco nazionale naturale Uramba Bahía Málaga                            | Valle del Cauca                 | 47.094    | 2010 | Mappa di localizzazione: Colombia · Parchi nazionali della Colombia |          |
| Santuario di fauna e flora Acandí, Playón e Playona                     | Chocó                           | 26.232    | 2013 | Mappa di localizzazione: Colombia · Parchi nazionali della Colombia |          |
| Parco nazionale naturale dei Coralli di Profondità                      | Bolívar                         | 149.192   | 2013 | Mappa di localizzazione: Colombia · Parchi nazionali della Colombia |          |
| Parco nazionale naturale Bahía Portete-Kaurrele                         | La Guajira                      | 12.500    | 2014 | Mappa di localizzazione: Colombia · Parchi nazionali della Colombia |          |